# Сборная Эстонии по хоккею с мячом
Сборная Эстонии по хоккею с мячом — представляет Эстонию на международных соревнованиях по хоккею с мячом.

## История
Федерация бенди Эстонии вступила в Федерацию международного бенди 5 июля 2002 года. Сборная участвует в чемпионатах мира в группе Б с 2003 года. Лучший результат — 1-е место в группе Б в 2019.
На чемпионате мира 2009 сборная Эстонии заняла третье место в группе Б и девятое в чемпионате.
В чемпионатах мира 2010 и 2011 сборная Эстонии участие не принимала. С 2013 года эстонские хоккеисты вернулись на мировые первенства.
В 2019 году команда заняла 1-е место в группе Б и получила право выступить в группе А в следующем году.
| Год  | Место                     |
| ---- | ------------------------- |
| 2003 | 8-е место                 |
| 2004 | группа Б, 5-е место       |
| 2005 | Группа Б, 4-е место       |
| 2006 | Группа Б, 6-е место       |
| 2007 | Группа Б, 6-е место       |
| 2008 | Группа Б, 4-е место       |
| 2009 | Группа Б, 2-е место       |
| 2010 | -                         |
| 2011 | -                         |
| 2012 | Группа C, 1-е место       |
| 2013 | Группа Б, 5-е место       |
| 2014 | Группа Б, 2-е место       |
| 2015 | Группа Б, 2-е место       |
| 2016 | Группа Б, Дисквалификация |
| 2017 | Группа Б, 6-е место       |
| 2018 | Группа Б, 3-е место       |
| 2019 | Группа Б, 1-е место       |

## Хоккей с мячом в Эстонии
В хоккей с мячом в Эстонии стали играть с 1912 года. С 1916 года по 1935 год в Эстонии проводились регулярные чемпионаты страны (кроме 1919 и 1925 годов).
Чемпионами Эстонии становились четыре клуба:
- «Калев» (Таллин) — 1916—1918, 1920—1921,
- «Нарва» — 1922,
- «Тарту» — 1923,
- «Спорт» (Таллин) — 1924, 1926—1935 (всего 11 раз).

До Второй мировой войны сборная Эстонии провела шесть товарищеских матчей со сборной Финляндии, во всех из которых проиграла (0:22, 0:4, 2:5, 0:10, 2:4, 3:6).
После вхождения Эстонии в состав СССР на базе военно-морского флота в Таллине была образована команда «Балтфлот» (создана в 1941 году, возрождена в 1945 году).
В 1949 году команда «Балтфлот» (Таллин) дебютировала в розыгрыше Кубка СССР, а в 1950 году была включена в число участников чемпионата СССР. В чемпионатах СССР в классе «А» команда «Балтфлот» (Таллин) приняла участие в 1950, 1951, 1952 и 1954 годах. После того, как «Балтфлот» покинул класс «А» по итогам чемпионата 1954 года, команда фактически была расформирована.
В чемпионатах СССР лучший результат — 5-е место (1951). В розыгрышах Кубка СССР лучший результат — участие в 1/4 финала (1951 и 1952).

## Состав
На чемпионате мира 2017 года эстонская сборная была заявлена в следующем составе:
| Номер | Позиция | Игрок              | Дата рождения | Клуб                         | Рост/вес |
| ----- | ------- | ------------------ | ------------- | ---------------------------- | -------- |
| 1     | Вр      | Марек Леэт         | 25.04.1985    | «Саку ОН АЙС» (Саку)         |          |
| 5     | Защ     | Арго Сервет        | 05.07.1966    | ДСВ (Таллин)                 | 180 / 90 |
| 7     | Защ     | Урмас Рохтла       | 23.09.1969    | ДСВ (Таллин)                 | 188 / 90 |
| 16    | Защ     | Владислав Андреев  | 06.01.1969    | «Крылатское-Динамо» (Москва) | 182 / 87 |
| 18    | Защ     | Яспер Юриссон      | 01.02.1999    | ДСВ (Таллин)                 | 176 / 80 |
| 6     | ПЗ      | Алексей Романовски | 02.03.1993    |                              |          |
| 8     | ПЗ      | Андрес Артюшин     | 03.11.1997    | ХК Таллинн (Таллин)          | 182 / 68 |
| 11    | ПЗ      | Илья Колесников    | 12.09.1981    | Тиигрид (Таллин)             | 184 / 85 |
| 12    | ПЗ      | Антони Энден       |               | «Саку ОН АЙС» (Саку)         |          |
| 15    | ПЗ      | Арго Сикк          |               | «Саку ОН АЙС» (Саку)         |          |
| 3     | Нап     | Кирилл Постолаки   | 04.03.1990    | ДСВ (Таллин)                 | 190 / 89 |
| 10    | Нап     | Симон Силла        | 04.01.1990    |                              |          |
| 13    | Нап     | Эдгар Баранин      | 03.04.1990    | ДСВ (Таллин)                 | 182 / 74 |